# Encyclia plicata
Encyclia plicata es una especie de planta de la familia Orchidaceae endémica de Cuba.

## Descripción
Planta epífita o litófita, de alrededor de 70 cm de alto, con pseudobulbos. Hojas de 2-3, coriáceas, de forma linear a linear-lanceolada, que llegan a medir 30 cm de largo por 2 cm de ancho. La inflorescencia es terminal, de 60 cm de largo y pueden llegar a tener hasta 40 flores, que despiden una suave fragancia. El labelo de la flor es de color morado con el centro blanco, y sus lóbulos laterales se encuentran cubriendo la columna. Los tépalos y sépalos laterales son de color mostaza. Florece desde julio hasta noviembre. Esta orquídea tiene preferencia por lugares abiertos. 

## Distribución
Está distribuida desde el occidente hasta el centro de Cuba, encontrándose también en las Bahamas. 

## Taxonomía
Encyclia plicata fue descrita por (Lindley) Britton et Millspaugh.
Etimología
Encyclia: nombre genérico que procede del griego: “enkyklein” = (encerrar o rodear), en referencia a los lóbulos laterales del labelo que rodean la columna.
Plicata: epíteto latino